# Thise (Salling)
 For alternative betydninger, se Thise. (Se også artikler, som begynder med Thise)
Thise er en landsby i Midtjylland. Byen har færre end tohundrede indbyggere. Thise ligger i det østlige Salling ved landevejen ned til færgelejet Sundsøre. Landsbyen ligger i ejerlavet Sønder Thise i Thise Sogn. Den er beliggende i Region Midtjylland og hører til Skive Kommune.
Indtil 1970 var Thise hovedby i Thise Sognekommune i Nørre Herred. Derefter blev byen en del af Sundsøre Kommune frem til 2006.
Landsbyen er mest kendt for Thise Mejeri, der opstod i 1988, da det gamle privatejede mejeri Dybbækdal blev omdannet til et økologisk andelsmejeri. 
Lidt udenfor landsbyen ligger Thise Kirke og Thise Friskole. Friskolen opstod i 1979, da den lokale folkeskole blev omdannet til en friskole. 
56°42′14″N 9°07′35″Ø / 56.7038°N 9.1264°Ø